# Most Józefa Piłsudskiego w Krakowie
Most im. Marszałka Józefa Piłsudskiego (tzw. Drugi Most, początkowo także Czwarty Most) – most w Krakowie na Wiśle łączący Kazimierz (ul. Krakowska) z Podgórzem (ul. Legionów Piłsudskiego).
Jest to najstarszy w Krakowie kompletny most drogowy nad Wisłą, który stoi do dzisiaj. Choć most Powstańców Śląskich (zwany dawniej mostem Krakusa) powstał 20 lat wcześniej, to do dzisiaj z jego pierwotnej konstrukcji pozostały jedynie filary.

## Historia mostu

### Plany
Chociaż o konieczności budowy nowego mostu, usprawniającego połączenie pomiędzy starym Krakowem i Podgórzem, dyskutowano jeszcze przed I wojną światową, decyzję o jego budowie podjęto dopiero w sierpniu 1925 r. Znajdujący się obok most Podgórski został w tym samym roku zamknięty z powodu złego stanu technicznego. Władze Krakowa nalegały by nowego mostu nie umieszczać w miejscu istniejącego, motywując to niekorzystnym dojazdem do niego przez plac Wolnica i ulicę Mostową (wymagającym dwóch skrętów pod kątem prostym), podczas gdy zaproponowana przez nich ulica Krakowska znajduje się na naturalnym przedłużeniu traktu ulicy Grodzkiej i ulicy Stradomskiej.

### Budowa
Prace wg projektu zespołu inżynierów pod kierunkiem prof. Andrzeja Pszenickiego rozpoczęły się we wrześniu 1926 r. i trwały 7 lat. Do stycznia 1932 r. powstający most nazywany był Czwartym Mostem, kiedy to Rada Miejska uchwaliła dla niego patrona – Marszałka Józefa Piłsudskiego. Konstrukcja stalowa została wykonana w Fabryce Maszyn L. Zieleniewskiego. Jezdnia została wyłożona brukiem z kostki bazaltowej, a chodniki pokryte asfaltem firmy Limbit-Polmin ze Lwowa (oryginalny fragment nawierzchni znajduje się w zbiorach Muzeum Inżynierii i Techniki w Krakowie). Przez most przeprowadzono także torowisko tramwajowe, jednak pierwszy tramwaj przejechał po nim dopiero po wojnie. Odkąd most został otwarty 19 stycznia 1933, za korzystanie z niego pobierano opłaty celem zrekompensowania kosztów budowy (5 groszy od pieszego, 10 groszy za furmankę i 20 groszy za przejazd samochodem). Do momentu otwarcia mostu wybudowane zostały jedynie boczne rampy dojazdowe po obu stronach (prostopadłe do osi mostu). Budowa dojazdów na przedłużeniu mostu miała miejsce w latach 1934–1935 i wiązała się z koniecznością wyburzenia podgórskiej hali targowej oraz kilku kamienic przy ulicy Krakowskiej.

### Po II wojnie światowej
Most (podobnie jak inne mosty Krakowa) został wysadzony przez wycofujące się wojska niemieckie w styczniu 1945 r., w wyniku czego jego południowe przęsło (po stronie Podgórza) znalazło się w wodzie. Został on tymczasowo zastąpiony drewnianą kładką, a jego ponowne otwarcie po odbudowie miało miejsce w październiku 1948 r. Nadano mu wówczas oficjalną nazwę most Tadeusza Kościuszki. Mimo to, stosowano też jego dawną nazwę – Czwarty Most, oraz popularną po odbudowie – Drugi Most. W świadomości krakowian natomiast zawsze funkcjonował jako most Józefa Piłsudskiego i taką właśnie nazwę przywrócono mu oficjalnie w 1990 r.
W 2020 r. most przeszedł gruntowną renowację, obejmującą m.in. wymianę zniszczonych i skorodowanych nitów, a także montaż iluminacji (ok. 662 opraw iluminacyjnych i 4 oprawy oświetlenia jezdni). Konstrukcja nośna mostu w kolorze niebieskim iluminowana jest na biało, a kamienne filary i podpory na żółto (z możliwością zmiany barwy). 
Most jest jednym z obiektów na trasie Krakowskiego Szlaku Techniki utworzonego 6 kwietnia 2006.
Most jest wpisany do gminnej ewidencji zabytków.

## Dane techniczne
Most ma 147,5 metra długości i 18,50 metra szerokości. Waży około 1200 ton. Podparty jest na 2 filarach. Ma konstrukcję stalową kratownicową, nitowaną. Przęsło środkowe ma schemat statyczny łuku dwu-przegubowego. Na moście w każdym kierunku prowadzi po jednym pasie ruchu samochodowego. Pasy te są rozdzielone torowiskiem tramwajowym, a po bokach znajdują się chodniki dla pieszych.

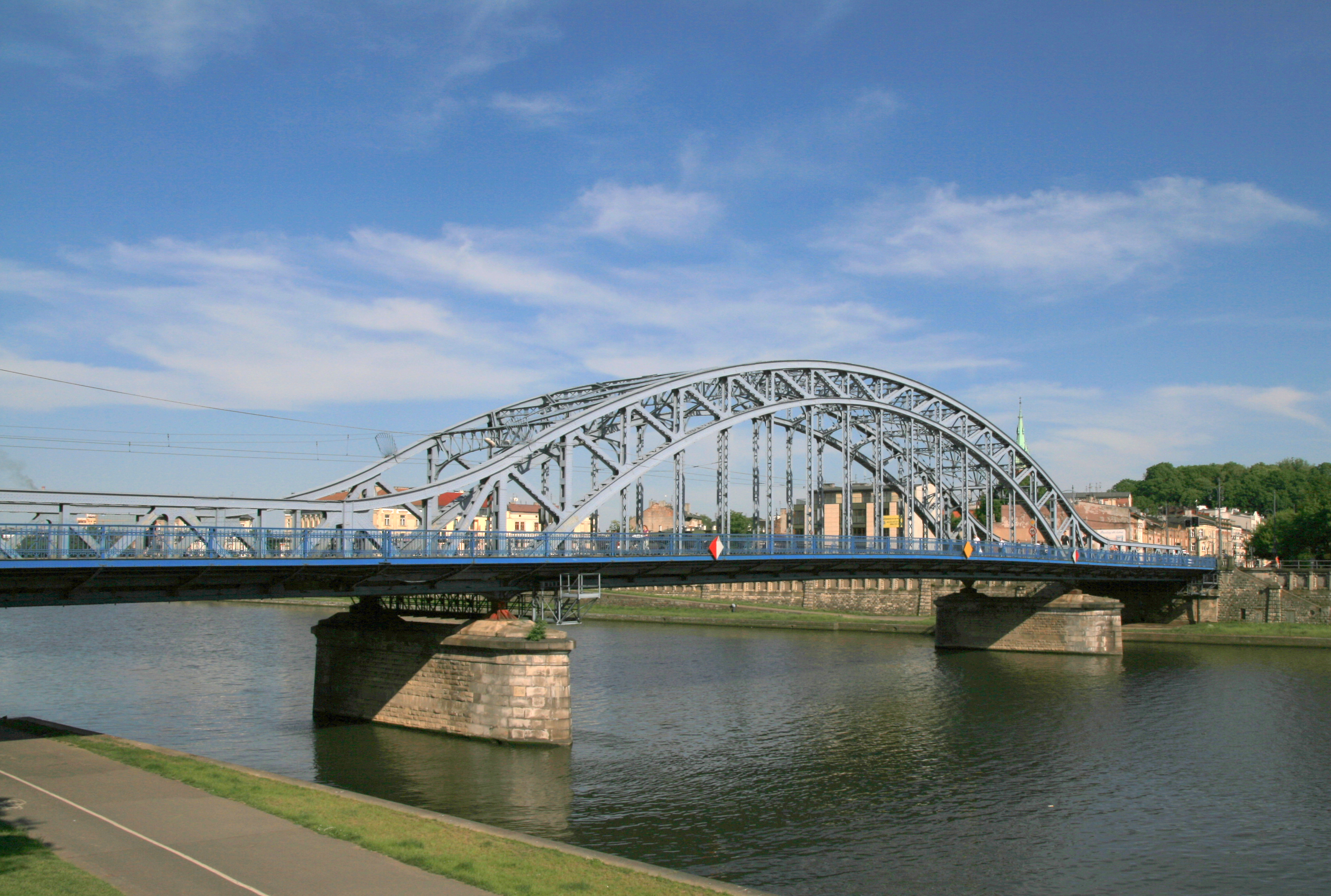
Most Józefa Piłsudskiego (2009)
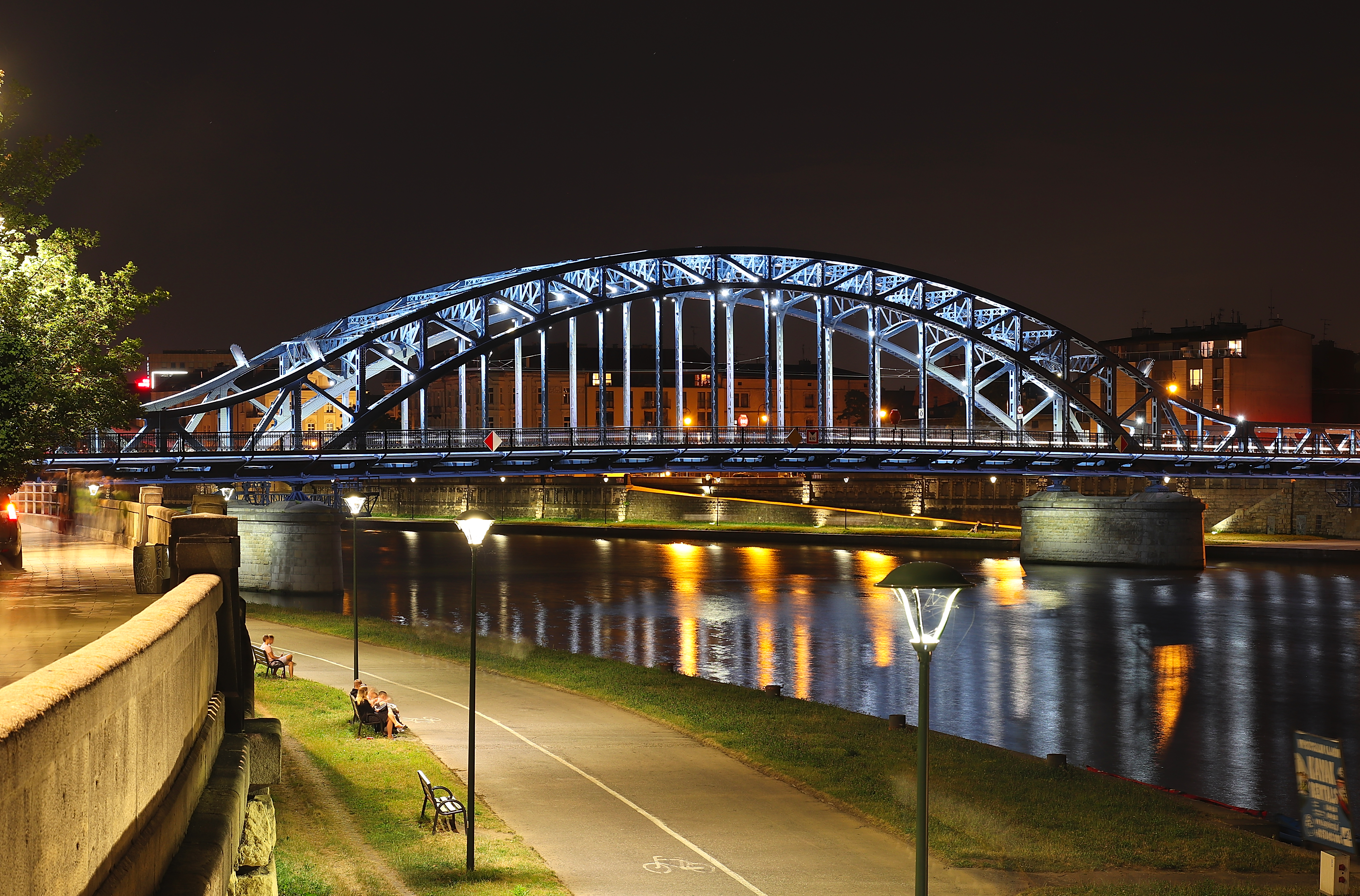
Nocna iluminacja mostu
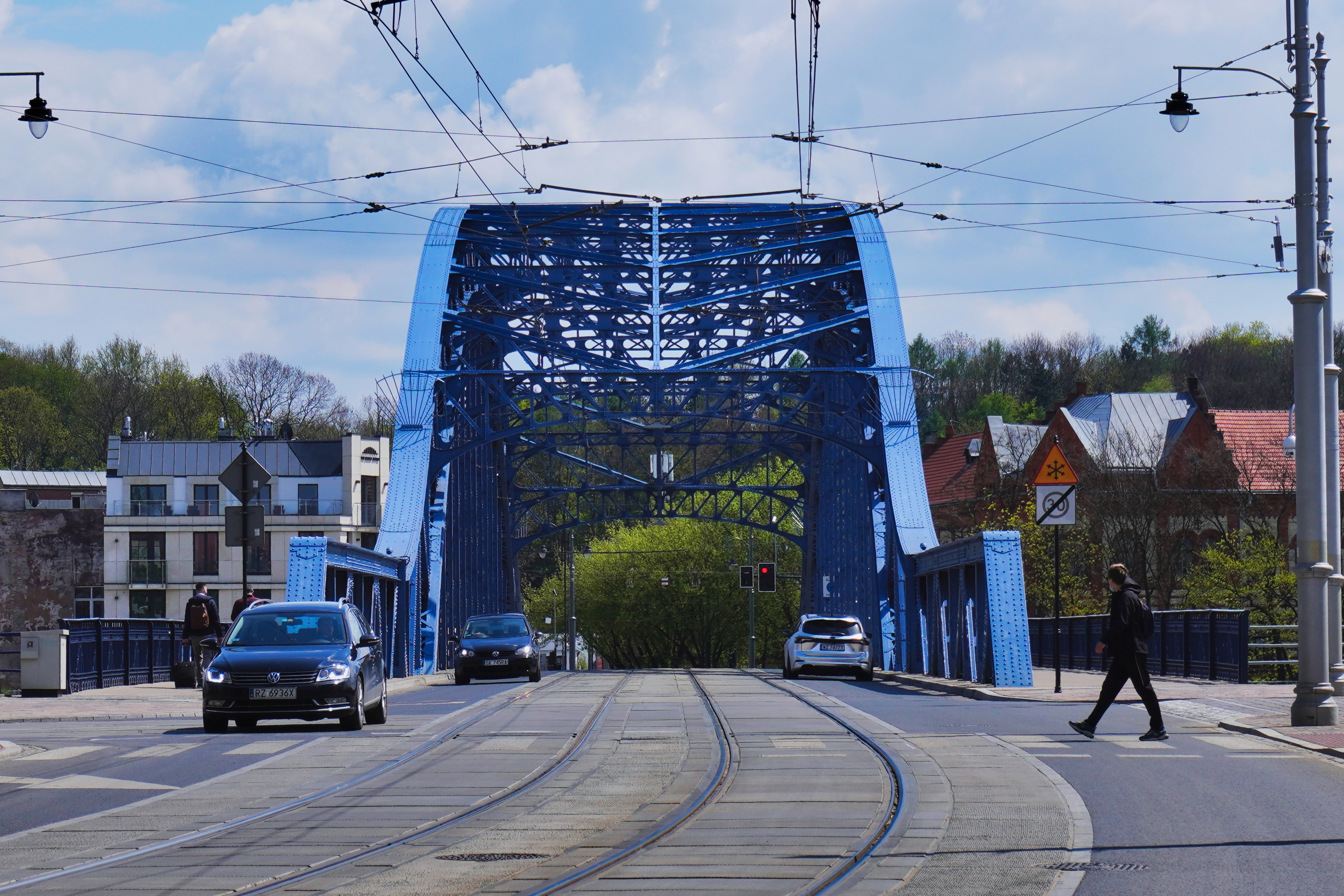
Wjazd na most, widok od ulicy Krakowskiej
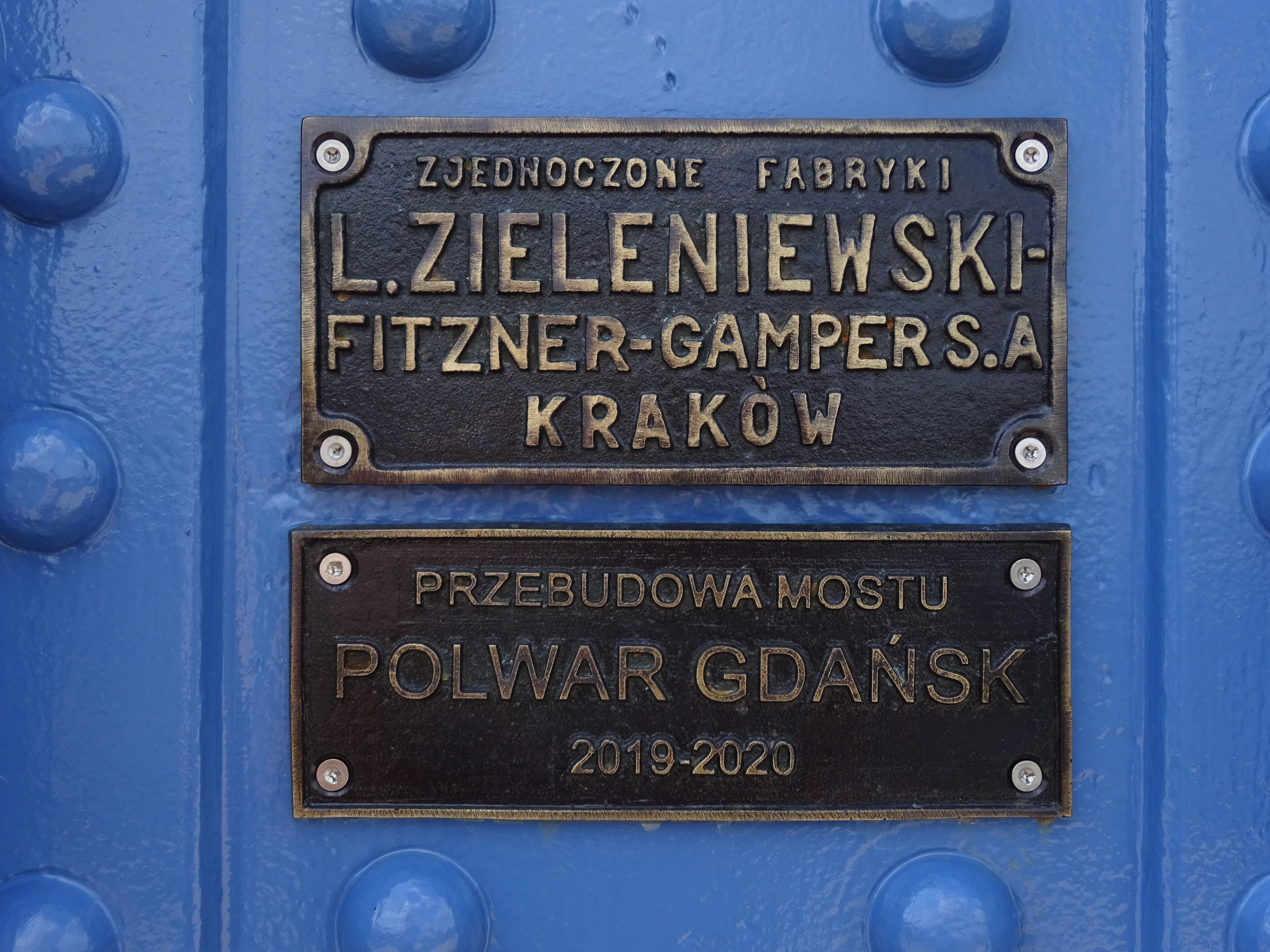
Tabliczki znamionowe na moście po remoncie: wykonawcy budowy - Zjednoczone Fabryki L. Zieleniewski-Fitzner-Gamper S.A. Kraków oraz wykonawcy przebudowy w latach 2019-2020 - Polwar Gdańsk